# Solar do Padre Correia
O Solar do Padre Correia, também chamado de Solar Jacinto Dias, é uma construção do século XVIII tombada pelo IPHAN. Atualmente, abriga a Sede da Prefeitura Municipal de Sabará, no estado de Minas Gerais.

## Histórico
O solar foi construído em 1773 para servir de residência para o padre José Correia da Silva, filho de um rico boticário português estabelecido na vila do Sabará. José Correia perdeu seus bens em decorrência do seu envolvimento na conspiração dos Távora contra D. José I em 1758, mas foi posteriormente amnistiado por D. Maria I, recuperando a residência.
No século XIX, o casarão foi adquirido por João Batista Ferreira de Sousa Coutinho, o 1º barão de Catas Altas e depois vendida para o barão de Sabará, Manuel Antônio Pacheco.
Durante os séculos XIX e XX, a casa hospedou personagens ilustres, como os imperadores do Brasil e o presidente da república Washington Luís. Posteriormente, passou a abrigar a sede da Câmara Municipal de Sabará que permanece até os dias atuais.
Desde 2018, a sede da prefeitura foi transferida para outro local e o patrimônio passa por restaurações para abrigar um museu histórico da cidade.

## Arquitetura
Possui arquitetura colonial portuguesa e apresenta vedações em adobe, cunhais de madeira, e enquadramento dos vãos em pedra. 

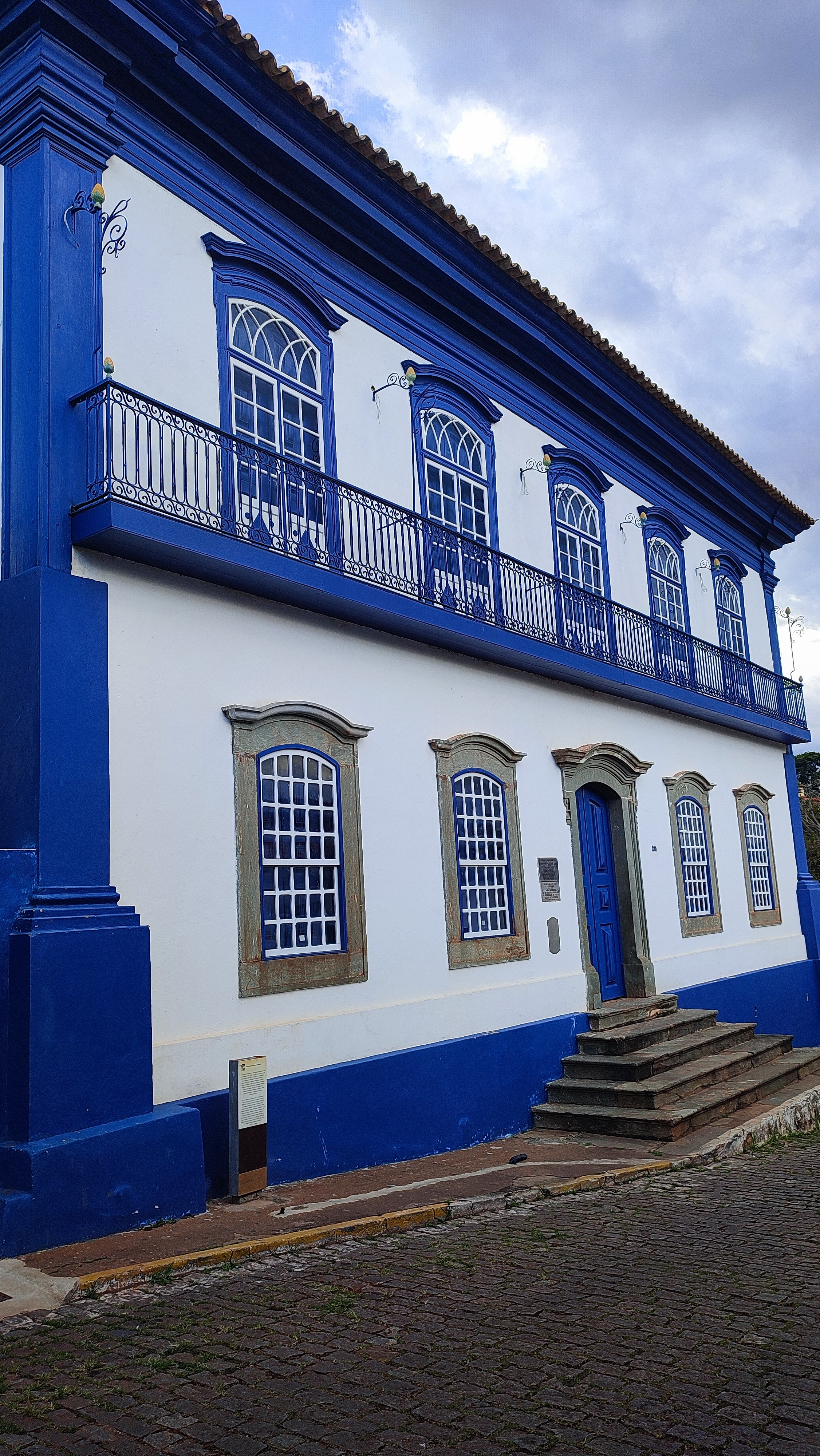
Solar do Padre Correia após restaurações em 2021

No interior, existe uma escadaria com balaústres em jacarandá e forros decorados no segundo pavimento. Também existe uma capela com talha rococó atribuída ao Aleijadinho.

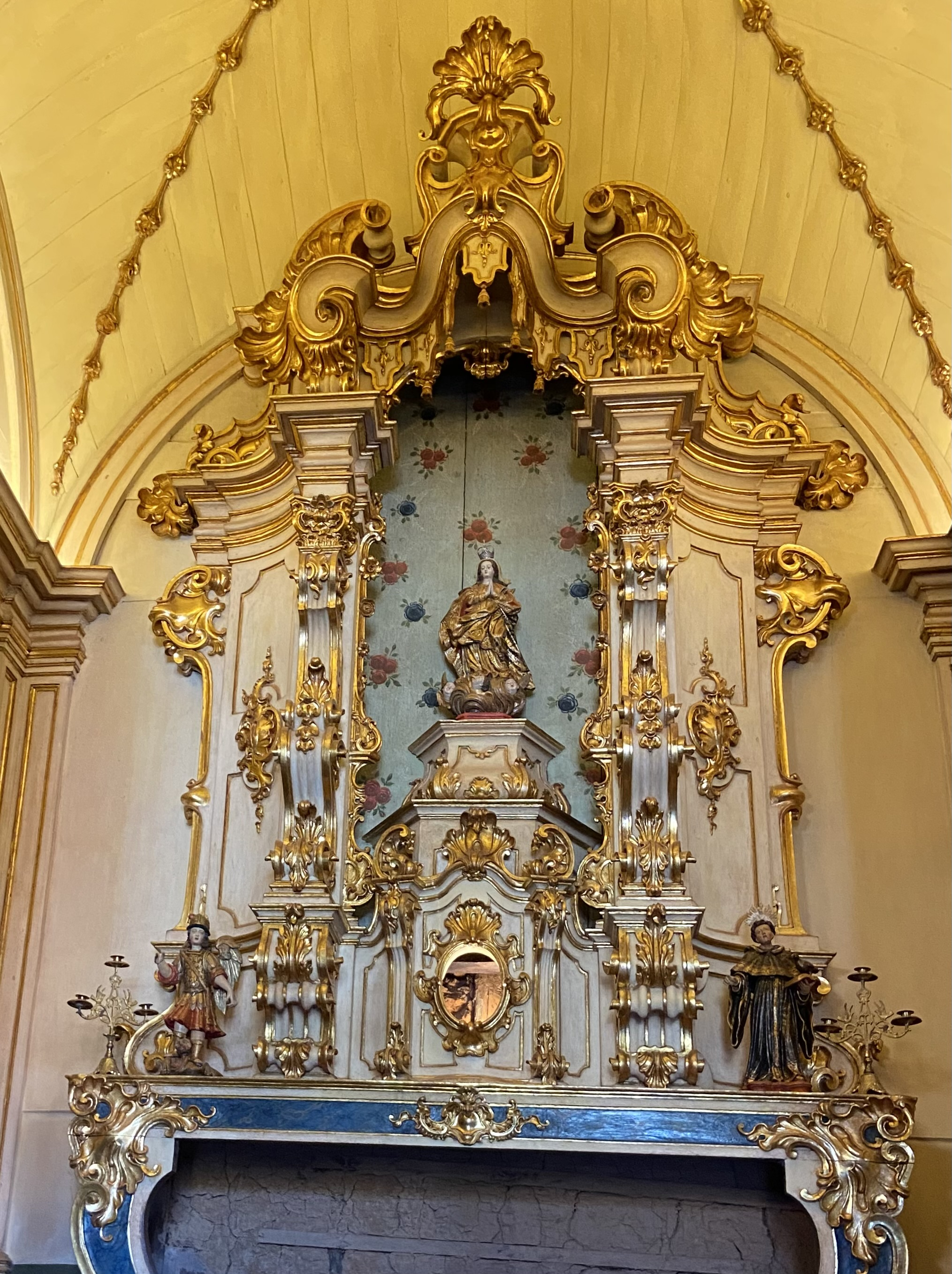
Capela interna do Solar do Padre Correia